# پادشاه (فیلم ۲۰۱۳)
پادشاه (اردو: Emperor) یک فیلم به کارگردانی سرینو وایتلا است که در سال ۲۰۱۳ منتشر شد. از بازیگران آن می‌توان به کجال آگاروال، ناودیپ و کلی دروجی اشاره کرد.